# Paul von Rautenberg-Garczynski
Paul von Rautenberg-Garczynski (* 1857; † 20. Jahrhundert) war Weltreisender und Autor von Reiseberichten und stammte aus dem pommerellischen Adelsgeschlecht von Rautenberg-Garczynski. Am 3. Juli 1900 wurde in Deutschland das Ostasiatische Expeditionskorps ins Leben gerufen. Noch im August 1900 wurden weitere Freiwillige zur Unterstützung des Ostasiatischen Expeditionskorps ausgesucht, unter ihnen auch Paul von Rautenberg-Garczynski, zu dieser Zeit Rittmeister im Westfälischen Ulanen-Regiment Nr. 5. Im Rahmen dieses Einsatzes sammelte er erste persönliche Erfahrungen mit fremden Kulturen, die er in seinen folgenden Reisen vertiefte.

## Werke
- Rund um Süd-Amerika. Briefe an Tante Lottchen von Hans Huckebein. Hildburghausen, Thüringische Verlags-Anstalt, o. J. (1907), Format 8°, 333 S., mit zahlreichen Fotografien auf Tafeln, Halbleineneinband
- Holländisch-Indien. Ein Reisebericht. Thüringische Verlags-Anstalt, Leipzig 1907, Format 8º, 78 S., Broschur
- Japan nach dem Kriege: Weltrundreise-Erinnerungen. Strassburg 1907
- Rund um Afrika und Madagaskar – Briefe an Vetter Michel. Berlin 1910
- Weltrundreise-Erinnerungen. Hildburghausen, Thüringische Verlags-Anstalt 1912, Format 24 × 16,5 cm, 471 Seiten, 4 Blatt Verlagsanzeigen. Mit 1 Tafel als Frontispiz, Leineneinband